# Caratacus
Caratacus (10? - 50,? Řím) byl v 1. století král na území kmene Catuvellaunů a Británie. Žil v době římského císaře Claudia, jehož legie dobyly území Británie a založily zde stejnojmennou provincii. Caratacus bránil Římanům v obsazování Británie. Byl odhodlán odrazit Římany a zatlačit je zpět do Galie. Ihned po vpádu římských legií na ostrov jim svými výpady způsobil velké ztráty. Neorganizoval rozsáhlé bitvy, neboť věděl, že přímá vojenská konfrontace by znamenala jeho porážku, proto volil taktiku spálené země. Nakonec se Římanům postavil ve waleském opevnění. Jeho moc byla v tomto opevnění zlomená a britský odpor byl zničen.

## Po porážce
Poté, co bylo Caratacovo vojsko poraženo, uprchl na území královny Cartimanduy, ta jej však vydala Římanům. Caratacus byl odvlečen do Říma, kde se měl zúčastnit triumfu, a poté měl být pravděpodobně popraven. Bylo mu však dovoleno předtím promluvit v senátu. Kde podle Tacita řekl: „Kdybych byl méně slavným a mocným králem, než jsem byl, pravděpodobně bych sem nepřišel jako poražený, ale spíš byste se mnou podepsali mírovou smlouvu a učinili mě svým vazalem. Ale to, co se stalo a je pro mně nepříznivé, je pro vás velkolepé. Měl jsem koně, vojsko a velkou říši a všechno jste mi vzali. Kdybych s vámi však nebojoval, kdybych se hned vzdal jako tolik jiných, nezískali byste žádnou slávu. Pokud mě však přesto shledáte vinným a odsoudíte, můžete si být jisti, že se vám za to už nemá kdo pomstít, vždyť jste rozdrtili celé mé vojsko. Necháte-li mě však přesto naživu, každý kdo mě uvidí, vzpomene si na vaši slávu a velkorysost.“ Za jeho odvážnou řeč, mu princeps Claudius udělil milost a Caratacus dožil ve vile poblíž Říma.
Když se po svém propuštění procházel Římem, otázal se prý: „Jak vy, kteří máte tolik bohatství a blahobytu, můžete bažit po vládě nad našimi ubohými chatrčemi?“